# Bornwird
Bornwird (en frison : Boarnwert) est un village de la commune néerlandaise de Noardeast-Fryslân, situé dans la province de Frise.

## Géographie
Le village est situé dans le nord de la Frise, légèrement au nord-ouest de Dokkum.

## Histoire
Bornwird fait partie de la commune de Westdongeradeel avant 1984 puis de Dongeradeel avant le 1er janvier 2019, où celle-ci est supprimée et fusionnée avec Ferwerderadiel et Kollumerland en Nieuwkruisland pour former la nouvelle commune de Noardeast-Fryslân.

## Démographie
Le 1er janvier 2018, le village comptait 120 habitants.

## Économie
Les habitants de Bornwird vivent principalement de l'élevage et le village est entouré de prairies. Bornwird a été édifié sur une digue (un terp) dont la taille était autrefois supérieure à celle des villages voisins de Brantgum et de Foudgum, mais qui a été en partie arasée.

## Culture et patrimoine
Bornwird possède une église mariale du XIIIe siècle. Les travaux de restauration menés en 1987 ont mis au jour une fresque représentant Christophe de Lycie.